# چارنه
چارنه (به لاتین: Czarne) یک شهرک در لهستان است که در استان پومرانی واقع شده‌است.

## خصوصیات
چارنه ۴۶٫۳۹ کیلومترمربع مساحت و ۵٬۹۱۷ نفر جمعیت دارد و ۱۳۶ متر بالاتر از سطح دریا واقع شده‌است.

## خواهرخوانده
شهر Langlingen خواهرخواندهٔ چارنه هست.